# 2-4 Family
2-4 Family war eine Hip-Hop-/Rapband, die zwischen 1998 und 2000 aktiv war.

## Biografie
Die Band wurde von den Afro-amerikanischen Rappern Jay Dogg und Michael Johnson (Jazz) sowie der Afro-amerikanischen Sängerin Essence (Essie) Woods aus Dallas, Texas und ihrer Freundin Jo O’Meara aus London, England 1997 in Deutschland gegründet. Jo, die spätere Leadsängerin von S Club 7, wurde nach der ersten Single Stay, die u. a. ein Top-10-Hit in Deutschland war, durch Joanna Biscardine, ebenfalls aus London, ersetzt.
Im Dezember 1998 war 2-4 Family neben 4 the Cause, 2 Ruff, Sweetbox und Down Low Teil der Rap Allstars. Dieses Projekt veröffentlichte eine Coverversion des Wham!-Weihnachtshits Last Christmas und schaffte damit den Sprung in die Top 30 in Deutschland und der Schweiz.
Die Single Lean on Me platzierte sich 1999 in vielen Chartlisten Europas, in Deutschland, Österreich und der Schweiz sogar in den Top 10. Am 16. März 1999 veröffentlichte die Band ihr einziges Album Family Business, drei Monate später folgte die dritte und vorerst letzte Single Take Me Home.
2006 wurde die Band 2–4 Family von den Produzenten mit neuen Mitgliedern unter gleichem Namen neu gegründet und veröffentlichte die Single Stand Up, die jedoch unbeachtet blieb.

## Diskografie

### Studioalben
| Jahr | Titel           | Höchstplatzierung, Gesamtwochen, AuszeichnungChartplatzierungen (Jahr, Titel, Platzierungen, Wochen, Auszeichnungen, Anmerkungen) | Höchstplatzierung, Gesamtwochen, AuszeichnungChartplatzierungen (Jahr, Titel, Platzierungen, Wochen, Auszeichnungen, Anmerkungen) | Höchstplatzierung, Gesamtwochen, AuszeichnungChartplatzierungen (Jahr, Titel, Platzierungen, Wochen, Auszeichnungen, Anmerkungen) | Höchstplatzierung, Gesamtwochen, AuszeichnungChartplatzierungen (Jahr, Titel, Platzierungen, Wochen, Auszeichnungen, Anmerkungen) | Anmerkungen                |
| Jahr | Titel           | DE | AT | CH | UK | Anmerkungen                |
| ---- | --------------- | --- | --- | --- | --- | -------------------------- |
| 1999 | Family Business | DE54 (4 Wo.)DE | — | CH32 (6 Wo.)CH | — | Erstveröffentlichung: 1999 |

### Singles
| Jahr | Titel Album                                  | Höchstplatzierung, Gesamtwochen, AuszeichnungChartplatzierungen (Jahr, Titel, Album, Platzierungen, Wochen, Auszeichnungen, Anmerkungen) | Höchstplatzierung, Gesamtwochen, AuszeichnungChartplatzierungen (Jahr, Titel, Album, Platzierungen, Wochen, Auszeichnungen, Anmerkungen) | Höchstplatzierung, Gesamtwochen, AuszeichnungChartplatzierungen (Jahr, Titel, Album, Platzierungen, Wochen, Auszeichnungen, Anmerkungen) | Höchstplatzierung, Gesamtwochen, AuszeichnungChartplatzierungen (Jahr, Titel, Album, Platzierungen, Wochen, Auszeichnungen, Anmerkungen) | Anmerkungen                                                                                           |
| Jahr | Titel Album                                  | DE | AT | CH | UK | Anmerkungen                                                                                           |
| ---- | -------------------------------------------- | --- | --- | --- | --- | --- |
| 1998 | Stay Family Business                         | DE8 Gold · (24 Wo.)DE | AT24 (9 Wo.)AT | CH11 (15 Wo.)CH | — | Erstveröffentlichung: 21. Juli 1998 Verkäufe: + 250.000                                               |
| 1998 | Last Christmas –                             | DE24 (5 Wo.)DE | — | CH21 (3 Wo.)CH | — | Erstveröffentlichung: 23. November 1998 als Teil von Rap Allstars feat. Leroy Daniels Original: Wham! |
| 1999 | Lean on Me (With the Family) Family Business | DE9 (13 Wo.)DE | AT6 (15 Wo.)AT | CH7 (14 Wo.)CH | UK69 (2 Wo.)UK | Erstveröffentlichung: 15. Januar 1999                                                                 |
| 1999 | Take Me Home Family Business                 | DE79 (8 Wo.)DE | — | — | — | Erstveröffentlichung: 21. Juni 1999                                                                   |
| 2006 | Stand Up –                                   | — | — | — | — | Erstveröffentlichung: 11. August 2006                                                                 |